# 遠藤あど
遠藤 あど（えんどう あど、1972年11月6日 - ）は、日本のダンサー、女優。血液型はAB型。所属事務所は柳昭子ジャズダンスシティ。千葉県出身。
『ミュージカル 美少女戦士セーラームーン』の殆どの作品において、悪役として出演。また、振り付けも担当。この作品を支えてきた一人。

## 主な出演作品

### テレビ・ラジオ
- とんねるずのみなさんのおかげです
- ウッチャンナンチャンのやるならやらねば!
- ものまね紅白歌合戦

### 舞台
- 志村けんのだいじょうぶだぁ
- 水前寺清子 新宿コマ劇場公演
- 美少女戦士セーラームーンシリーズ　（1994年7月 - 2005年1月、サンシャイン劇場他）

悪役として出演。一部作品では振り付けも担当している。